# Le Corps de garde
 (février 2023).
Si vous disposez d'ouvrages ou d'articles de référence ou si vous connaissez des sites web de qualité traitant du thème abordé ici, merci de compléter l'article en donnant les références utiles à sa vérifiabilité et en les liant à la section « Notes et références ».
Le Corps de garde est une œuvre de David Teniers le Jeune (1610-1690) conservée au musée de l'Ermitage de Saint-Pétersbourg. Elle est signée en bas à gauche David Teniers F. 1642.
Ce tableau appartenait au XVIIe siècle au landgrave de Hesse-Cassel. Il fut emporté par Napoléon en 1806 à Paris et offert à Joséphine de Beauharnais.
David Teniers, comme d'autres maîtres flamands, a souvent représenté des corps de garde, sujet apprécié par l'aristocratie. Il y décrit les armes avec minutie, faisant ainsi de ses toiles aujourd'hui de véritables documents historiques. De plus Teniers était employé à la galerie de l'archiduc Léopold-Guillaume, gouverneur des Flandres espagnoles.
Une variante non signée de ce tableau est conservée au musée d'art de Baltimore et une autre au palais Catherine, près de Saint-Pétersbourg.

## Expositions
- 1960, Léningrad, exposition David Teniers pour le 350e anniversaire de sa naissance.